# Playa Saturno
 Playa Saturno (estilizado en mayúsculas) es el cuarto álbum de estudio del cantante puertorriqueño Rauw Alejandro, que da continuidad a su anterior tercer álbum de estudio Saturno (2022). Se lanzó el 7 de julio de 2023 a través de Sony Music Latin y Duars Entertainment.

## Antecedentes y lanzamiento
Tras el lanzamiento de su disco Saturno a finales de 2022 y el EP RR con Rosalía a principios de 2023, Alejandro había anunciado y confirmado que su próximo disco saldría a mediados de 2023, seguramente en verano.
El 4 de julio de 2023 anunció la fecha de lanzamiento del álbum, programada para el 7 de julio y también reveló la portada. En la publicación también dijo que disfrutaramos de este álbum por un buen tiempo porque se iba a ir a descansar y que más adelante lanzará otro álbum, pero no muy pronto. Alejandro dijo que en este álbum se encuentra 95% de perreo y 5% de otra cosa.
Unas horas antes de que se estrenará el álbum, el cantante reveló la lista de canciones del álbum.
Finalmente, el álbum fue lanzado en la madrugada del 7 de julio.

## Sencillos
El primer sencillo del álbum es «Baby, Hello» una colaboración con el productor argentino Bizarrap, lanzado el 23 de junio de 2023.
El segundo sencillo es «Si te pegas» una canción con el cantante español Miguel Bosé, lanzado como sencillo, horas después de lanzarse el álbum, el 7 de julio de 2023.

## Lista de canciones
| Listado de pistas del álbum "Playa Saturno" |                                              | |                                                                                       |          |  |
| N.º                                         | Título                                       | Escritor(es) | Productor(es)                                                                         | Duración |  |
| 1.                                          | «Playa Saturno Intro»                        | Raúl Alejandro Ocasio Ruiz • Aneurys Armando Sanchez                                                                                 | Julia Lewis • Mr. NaisGai • El Zorro • Dímelo Ninow • Kenobi • Jorge Milliano         | 1:15     |  |
| 2.                                          | «Cuando baje el sol»                         | Raúl Alejandro Ocasio Ruiz • Aneurys Armando Sanchez • Christian Mojica Blanco                                                       | Mr. NaisGai • El Zorro • Dímelo Ninow • Kenobi • Jorge Milliano                       | 2:46     |  |
| 3.                                          | «Al callao'»                                 | Raúl Alejandro Ocasio Ruiz • Christian Mojica Blanco                                                                                 | El Zorro • Dímelo Ninow • Cauty • Kenobi • Dulce Como Candy                           | 4:02     |  |
| 4.                                          | «Cuki»                                       | Raúl Alejandro Ocasio Ruiz • Christian Mojica Blanco • Joshua Omar Medina Cortés                                                     | El Zorro • Dímelo Ninow • Kenobi • Dulce Como Candy                                   | 2:45     |  |
| 5.                                          | «No me la molestes» (junto a Ñejo & Dálmata) | Raúl Alejandro Ocasio Ruiz • Carlos Crespo Planas • Fernando Vázquez                                                                 | El Zorro • Dímelo Ninow • Kenobi • Dulce Como Candy                                   | 3:41     |  |
| 6.                                          | «Picardía» (junto a Junior H)                | Raúl Alejandro Ocasio Ruiz • Antonio Herrera Pérez                                                                                   | El Zorro • DJ Luian • Mambo Kingz • Jowny Boom Boom • Dímelo Ninow • Kenobi • Krizous | 3:35     |  |
| 7.                                          | «Ponte nasty» (junto a Jowell & Randy)       | Raúl Alejandro Ocasio Ruiz • Joel Muñoz • Randy Ortiz                                                                                | Mr. NaisGai • El Zorro • Dímelo Ninow • Kenobi • Julia Lewis                          | 4:02     |  |
| 8.                                          | «Inquieto»                                   | Raúl Alejandro Ocasio Ruiz | Mr. NaisGai • El Zorro • Dímelo Ninow • Kenobi • Dulce Como Candy                     | 3:42     |  |
| 9.                                          | «Hoy aquí»                                   | Raúl Alejandro Ocasio Ruiz • Aneurys Armando Sanchez                                                                                 | Mr. NaisGai • El Zorro • Dímelo Ninow • Kenobi • Jorge Milliano                       | 3:07     |  |
| 10.                                         | «Celebrando» (con Ivy Queen)                 | Raúl Alejandro Ocasio Ruiz • Martha Pesante Rodríguez                                                                                | El Zorro • Dímelo Ninow • Kenobi • Dulce Como Candy                                   | 3:27     |  |
| 11.                                         | «No me sorprende»                            | Raúl Alejandro Ocasio Ruiz • Christian Mojica Blanco                                                                                 | El Zorro • Rvssian • Dímelo Ninow • Kenobi                                            | 3:30     |  |
| 12.                                         | «Diluvio»                                    | Raúl Alejandro Ocasio Ruiz • Christian Mojica Blanco                                                                                 | El Zorro • Cauty • Dímelo Ninow • Kenobi                                              | 3:17     |  |
| 13.                                         | «Si te pegas» (junto a Miguel Bosé)          | Miguel Dominguín Bosé • Raúl Alejandro Ocasio Ruiz • Christian Mojica Blanco                                                         | El Zorro • Dímelo Ninow • Kenobi                                                      | 3:03     |  |
| 14.                                         | «Baby, Hello» (junto a Bizarrap)             | Raúl Alejandro Ocasio Ruiz • Christian Daniel Mojica • Gonzalo Julián Conde • Jorge Cedeño • Jorge Pizarro Ruiz • Nino Karlo Segarra | Bizarrap • El Zorro • Kenobi Sensei • Cauty • Dímelo Ninow • Dulce Como Candy         | 3:42     |  |
| 45:54                                       |                                              | |                                                                                       |          |  |

## Posicionamiento en listas
| Lista (2023)                            | Mejor posición |
| --------------------------------------- | -------------- |
| España (PROMUSICAE)                     | 4              |
| EE. UU. Billboard 200                   | 29             |
| EE. UU. Latin Rhythm Albums (Billboard) | 3              |
| EE. UU. Top Latin Albums (Billboard)    | 4              |